# IC 298
IC 298 је прстенаста галаксија у сазвјежђу Кит која се налази на листи објеката дубоког неба у Индекс каталогу.
Деклинација објекта је + 1° 18' 57" а ректасцензија 3h 11m 18,3s. Привидна величина (магнитуда) објекта IC 298 износи 14,8 а фотографска магнитуда 15,8. IC 298 је још познат и под ознакама MCG 0-9-15, CGCG 390-16, ARP 147, VV 787, 1ZW 11, PGC 11890.